# Paranoia prima
Paranoia prima è una colonna sonora composta da Ennio Morricone, composta per il film Il gatto a nove code diretto da Dario Argento.
Il brano fu riutilizzato anche nel film Grindhouse - A prova di morte di Quentin Tarantino.

## Film
- Il gatto a nove code, regia di Dario Argento (1971)
- Grindhouse - A prova di morte, regia di Quentin Tarantino (2007)